# Lijst van beursjargon
Het beursjargon is een jargon dat wordt gebruikt onder handelaren op de effectenbeurs. Voor de standaardbegrippen met betrekking tot het sluiten van transacties zijn veel verschillende variaties in omloop. De verschillende beursfondsen worden vaak afgekort omdat het de snelheid en de duidelijkheid verbetert. Niet alle jargonnamen zijn even gangbaar, maar met name de grote fondsen worden nauwelijks meer met de volledige naam aangeduid.

## A
- Aan jou: aan iemand verkopen
- Aanlappen: verkopen
- Aan- (werkwoord), zoals aanbeuken: verkopen

## B
- Banken: aandelen ABN AMRO
- Bear scenario: daling van de beurs
- Bears: beleggers die inzetten op een daling van de beurs
- Bestens order: een effectenorder zonder prijslimiet
- Bieden: de prijs waarop de handelaar wil kopen
- Bluechip: aandelen van grote gerenommeerde bedrijven
- Buy'm: van iemand kopen
- Bull scenario: stijging van de beurs
- Bulls: beleggers die inzetten op een stijging van de beurs

## C
- Chinese wall: de scheiding binnen banken tussen de handelsafdeling en afdelingen met koersgevoelige informatie
- Cyclische aandelen: Cyclische aandelen zijn sterk afhankelijk van de huidige staat van de economie, en kunnen een relatief heftige koersbeweging (volatiliteit) ondergaan

## D
- Dead cat bounce: een aandeel is snel en fors omlaag gegaan en veert een klein beetje op, maar men is het vertrouwen kwijt in het bedrijf
- Diamonds: populaire benaming voor de tracker op de Dow Jones Industrial Index

## F
- de Fed: Amerikaanse centrale bank de Federal Reserve System
- Flauw zijn: verwachten dat een aandeel zal dalen (ik ben flauw op Numico)
- Flippen: aandelen kopen en verkopen op korte termijn om hieruit winst te halen; ook aandelen Philips
- Footsie: Engelse beursindex de FTSE 100

## G
- Gedaan: mondeling bevestigen van een transactie
- Geven: verkopen
- Glad zitten: geen positie hebben (dus niet long of short)

## K
- Kippen: aandelen KPNQwest
- Klemmen: aandelen KLM
- Krach: beurscrisis (crash)

## L
- Laten: de prijs waarop de handelaar wil verkopen
- Lappen: verkopen
- Liften: kopen
- Longpositie: effecten hebben waardoor men profiteert van een stijging van de koers

## M
- Majoreren: bij een emissie op meer aandelen inschrijven dan je wilt hebben, omdat men verwacht maar een percentage te krijgen van de aandelen waarop men inschrijft
- Market maker: handelaar die door de beurs is aangewezen om voor eigen rekening de markt in een fonds te onderhouden met koop- en verkooporders
- Market order: een effectenorder zonder prijslimiet (ook: bestens)
- Met jou: met iemand meedoen in het kopen of verkopen
- Mine (Engels): van iemand kopen

## O
- Offer: de prijs waarop iets te koop staat
- Offreren: iets in de verkoop hebben
- Olies: aandelen Royal Dutch Shell

## Q
- Quote: de bied- en laatprijs waarop men kan handelen (bijvoorbeeld 14,20 - 14,30)

## R
- Rennies: aandelen Reed Elsevier

## S
- Shortpositie: een positie die inzet op een beursdaling
- Short gaan: geleende aandelen verkopen om te speculeren om een beursdaling
- Short squeeze: een stijging van de beurs waardoor partijen met shortposities gedwongen worden hun positie te liquideren
- Sold: aan iemand verkopen
- SP'tjes: belangrijke futures op de Amerikaanse S&P 500 index, spreek uit als spietjes
- Stukken: aandelen

## T
- Tronnen: aandelen Getronics

## U
- Uitnemen: kopen
- Unies: aandelen Unilever

## V
- Van jou: van iemand kopen
- Vast zijn: verwachten dat een aandeel zal stijgen (ik ben vast op DSM)

## W
- With you: met iemand meedoen in kopen of verkopen
- Wokkels: aandelen Wolters Kluwer

## Y
- Yours (Engels): aan iemand verkopen